# Abbaye de Montierneuf (Charente-Maritime)
L'abbaye de Montierneuf, comme tant d'autres en Saintonge tient sa dénomination du terme saintongeais abbaye (prononcer abeille) désignant tout monastère.
Le pigeonnier est classé au titre des monuments historiques en 1951, la porte est inscrite en 1941, le  logis et les vestiges de la priorale sont inscrits en 1989.

## Histoire
Il s'agit en fait d'un prieuré (puis prieuré-seigneurie) fondé vers 1072 par l'abbaye de Vendôme qui ne pouvait alors faire respecter ses droits dans une Saintonge maritime qui s'étendait du monastère Saint-Georges (pointe nord-ouest de l'île d'Oléron) à Sainte-Marie (actuel Sables d'Olonne). Les enjeux concernant le sel, le commerce, la pêche, les peaux... étaient énormes et les événements racontés dans le détail par les clercs, jour après jour en périodes de crises, permettent aux historiens de rétablir le rôle critique qu'a tenu l'Anjou durant une brève période, d'autant que l'abbé Geoffroy de Vendôme allait sauver la papauté en 1094. L'autorité du pape Urbain II (moine français de Cluny) restaurée aux conciles de Plaisance, puis de Clermont (1095), celui-ci en saura gré en amenant le duc d'Aquitaine à se retourner brutalement contre son jusqu'alors-fidèle vassal, le seigneur de Chatelaillon, pour restaurer l'ordre en Saintonge maritime (concile de Saintes, le 2 mars 1096), évidemment au profit de Vendôme, abbaye exempte (sorte de propriété personnelle du pape), représentée en Saintonge par Montierneuf de Saint-Agnant. S'ensuivront la disparition du Vieux Chatelaillon, la fondation du port de commerce de La Rochelle, etc. De fait, l'autorité effective monacale de Vendôme sur le littoral atlantique sera maintenue de 1078 à 1540, mais ceci est une autre histoire qui s'ancre elle-même dans un court consulat angevin encore méconnu.

## Description

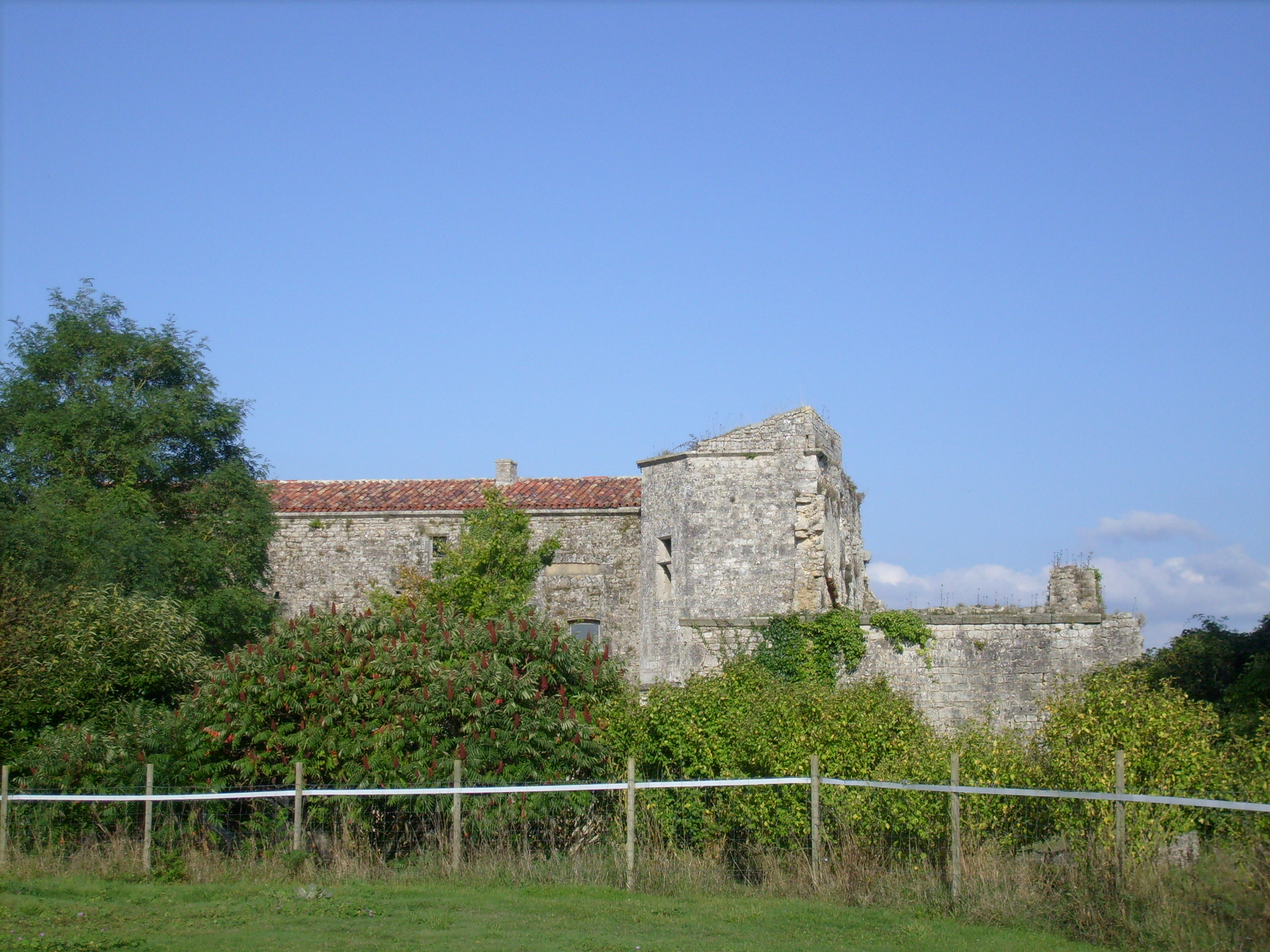
Vestiges du prieuré.

La quasi-totalité des vestiges forme une propriété privée sise au 57 avenue de Montierneuf, à Saint-Agnant.
La municipalité et le propriétaire  ont réussi dans les années 90 à réhabiliter ce pigeonnier qui, effondré depuis plusieurs décennies, était à l'état de ruine, avec l'aide de l'architecte des bâtiments de France et le financement par  le FEDER, l'État, la région le département et la commune, à la suite de quoi un bail emphytéotique relatif à une partie de l'abbaye de Montierneuf a été établi après avis favorable du conseil municipal du 10 mars 1994 et signé avec le propriétaire le 31 mars 1994
Dès lors ont été effectués par les municipalités successives, différents aménagements : parking, jonction entre le site et le chemin blanc sur l'emprise de l'ancienne voie ferrée, jusqu'au canal de la Charente à la Seudre en contrebas animé un temps par des bateaux électriques  amenant au ponton des visiteurs, local d'accueil touristique... outre l'entretien, l'organisation de visites guidées, des animations par différentes associations de la commune et autres (spectacles historiques... théâtre) à l'entière satisfaction des propriétaires. 
Cet état a perduré quasiment 20 ans  jusqu'en 2013 date à laquelle le propriétaire par courrier du 7 février 2013 a demandé l'annulation de ce bail pour raison d'abandon de l'entretien et des animations par la municipalité d'alors, proposition acceptée par le conseil municipal du 13 mars 2013.
La regrettable  annulation de cette emphytéose impose une totale réorganisation juridique, en cours, pour restaurer un plein accès public toujours souhaité par les propriétaires. Entre-temps, l'approche libre de la fuie 1re Renaissance reste tolérée en cette année de son 500e anniversaire. Les propriétaires expriment leurs regrets devant une telle situation et œuvrent pour une réouverture prochaine sous conditions sanitaires (et autres risques) réglementaires et sures.

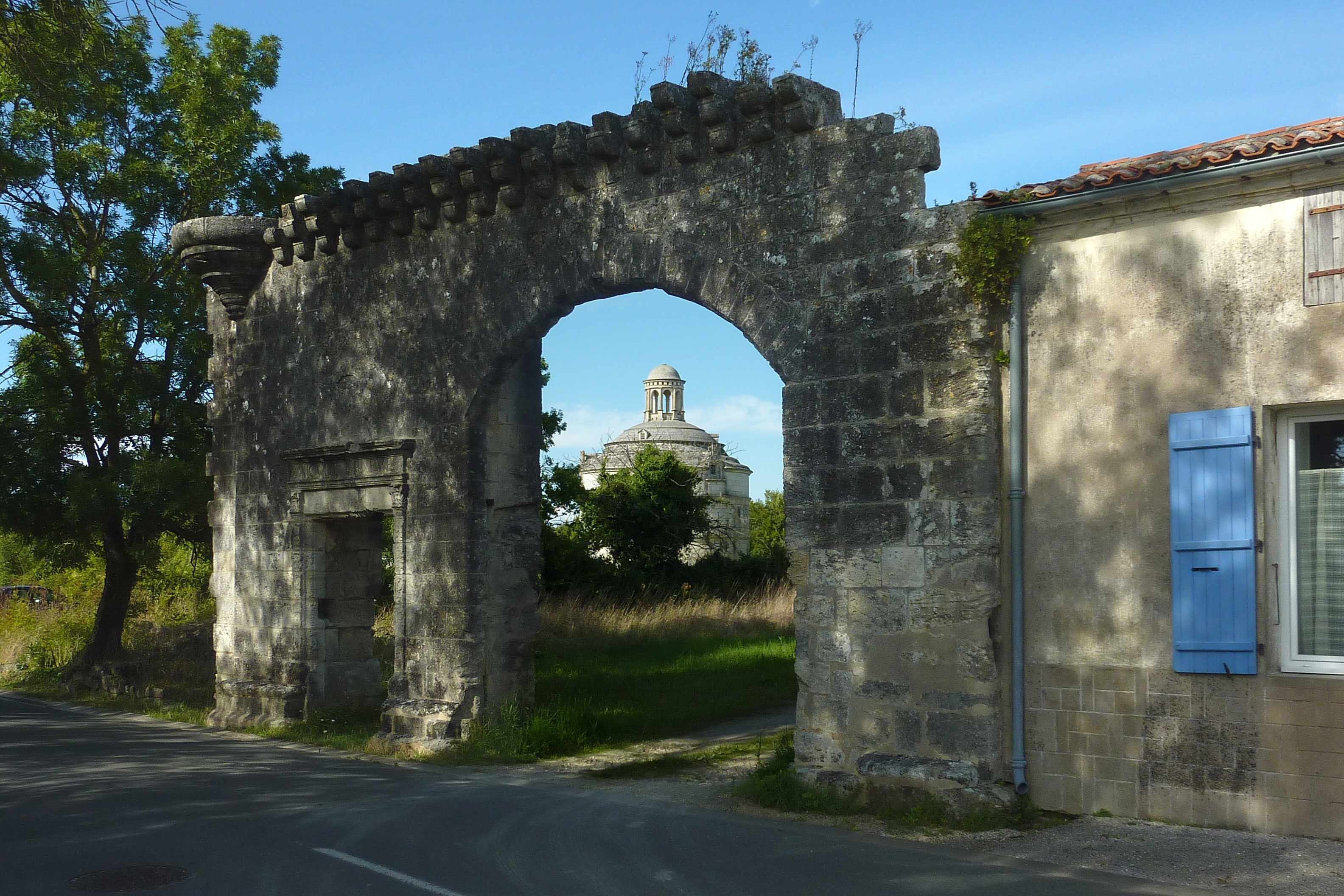
Porte du prieuré de Montierneuf.
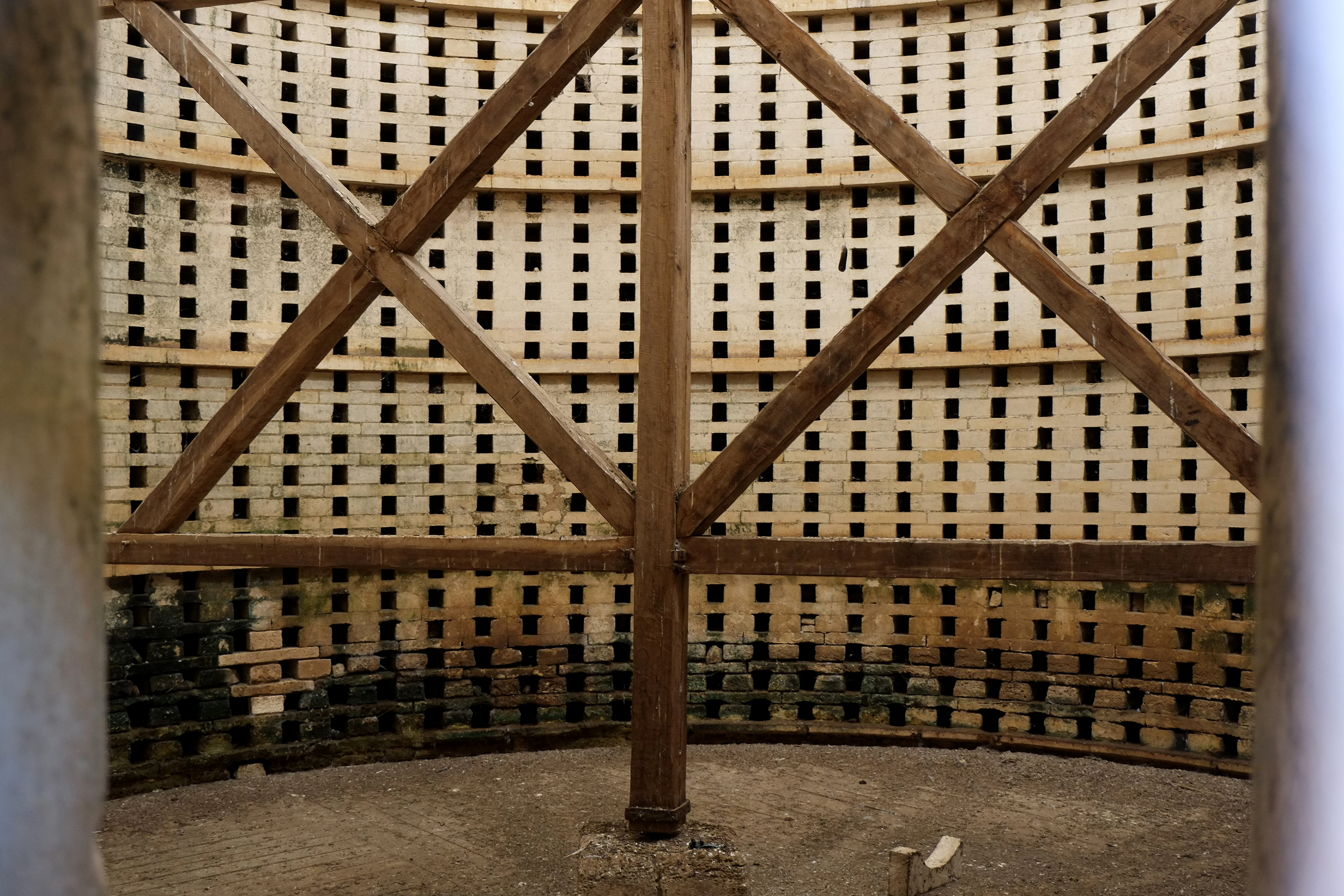
Intérieur du pigeonnier de Montierneuf.